# ビスマルク海海戦

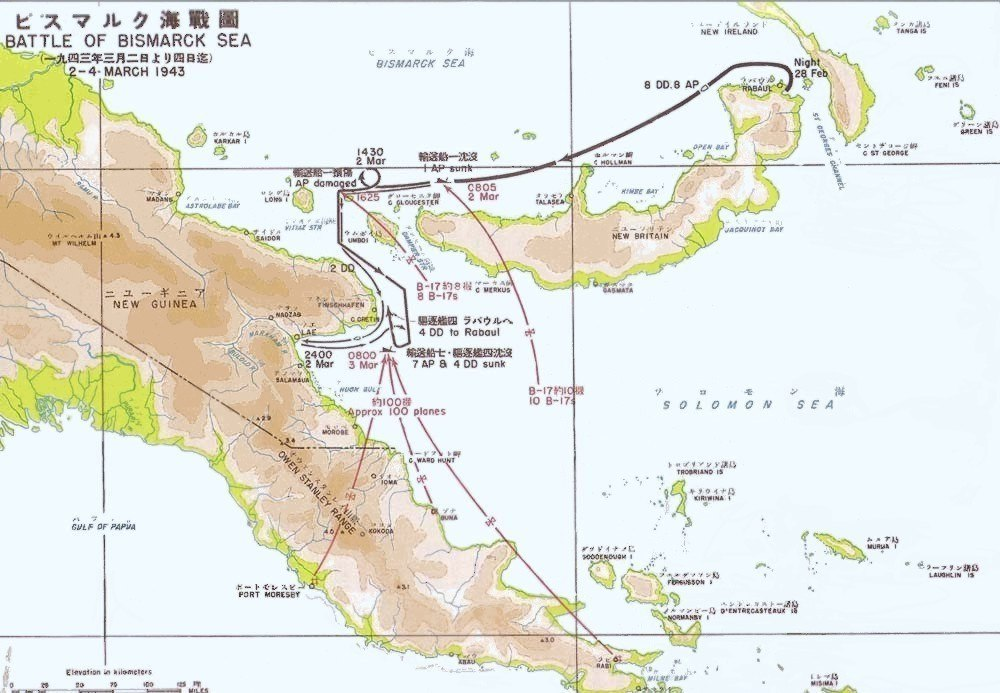
日本軍の行動図

ビスマルク海海戦 (ビスマルクかいかいせん、英語: Battle of Bismarck Sea) は、第二次世界大戦中の1943年（昭和18年）3月2日から3月3日に、ビスマルク海からダンピール海峡にかけての海域で、ダグラス・マッカーサー陸軍大将指揮下の連合国軍ニューギニア・オーストラリア方面部隊が日本軍の輸送船団に対し航空攻撃を行ったことで発生した戦闘のこと。

## 概要
1943年（昭和18年）2月初頭、日本軍はガダルカナル島から撤退し、大本営はパプアニューギニア（ニューギニア島東部）方面に作戦の重点を移した。
同時期、連合軍も東部ニューギニアで攻勢に出ており、日本軍はニューギニア方面の戦力増強を企図して陸軍・海軍協同の輸送作戦を立案する 。
日本側の輸送作戦の名称は「八十一号作戦」である。
2月中旬、南東方面艦隊司令長官草鹿任一中将は、ラバウルの第八方面軍（司令官今村均陸軍中将）と協定を結ぶ。
日本陸海軍は南東方面の航空兵力をかき集め、輸送船団の上空掩護を実施した。2月28日、第三水雷戦隊司令官木村昌福少将が指揮する駆逐艦8隻に護衛された日本軍輸送船団（輸送船8隻）はニューブリテン島ラバウルを出撃したが、ラエ・サラマウア（東部ニューギニア、フォン湾）へ航行中の3月2日から3月3日にかけてビスマルク海からダンピール海峡において連合軍航空部隊の大規模攻撃を受け、特に3月3日の反跳爆撃により大損害を受ける。さらに3月4日にかけて連合国軍魚雷艇部隊が実施した追撃と掃討作戦により、被害が拡大した。
一連の戦闘により、日本軍の輸送船団は壊滅（輸送船8隻沈没、駆逐艦4隻沈没）、乗船将兵約3,000名が戦死、搭載していた重機材すべてを喪失。ダンピール海峡の悲劇と呼称された。
本作戦を立案した第八方面軍は後日開かれた研究会において「現況において如何なる方策を講ずるもあのような結果を得るの外なかった」と総括している。

## 背景

### ニューギニア重視の姿勢
1942年（昭和17年）12月31日の大本営御前会議において、日本軍はガダルカナル島からの撤退を正式に決定する。ガ島撤収後は北部～中部ソロモン群島の防備を固めるとともに、東部ニューギニアでの作戦も重視することになった（翌年1月4日、大陸命第732号、大海令第23号など）。昭和天皇は「ただガ島を止めだだけではいかぬ。何処かで攻勢に出なければならない。」と指導したので、大本営はニューギニア作戦に重点を置くことになった。大本営陸軍部は、陸地続きのニューギニア戦線ならば負けるはずがなく、ポートモレスビー包囲も努力次第では可能とみていた。またラバウルに根拠地をおく第八方面軍（司令官今村均陸軍中将）の任務は「第八方面軍司令官ハ大陸命第七百十五号ニ拘ラス海軍ト協同シ「ソロモン」群島及「ビスマルク」群島ノ各要域ヲ確保スルト共ニ「ニューギニヤ」ノ要域ヲ攻略確保シテ同方面ニ於ケル爾後ノ作戦ヲ準備スヘシ」（昭和18年1月4日、大陸命第732号）と定められた。大本営の強気とは裏腹に、第八方面軍はニューギニア戦線についても悲観的な見方をしていた。実際問題としてニューギニア方面の制空権は連合軍が掌握しており、日本軍の駆逐艦輸送（鼠輸送）ですら空襲を受けて損害を受ける事例が増えていた。
1943年（昭和18年）2月1日から2月7日にかけて、日本軍はガダルカナル島から撤退した（ガダルカナル島撤収作戦）。
同時期、連合軍はニューギニア島方面でも攻勢に出ており、日本軍はパプアニューギニア方面の戦いでも窮地に追い込まれる。
1月2日には東部のブナ守備隊が玉砕していた（ポートモレスビー作戦）。
1月13日には、第十八軍がブナ支隊長（独立混成第21旅団長山県栗花生陸軍少将）にラエ・サラモアへの後退命令を発令、1月下旬より撤収作戦がはじまった。ブナ支隊は2月上旬までに撤退した。
そこで日本軍は大本営（昭和天皇出席）指導のもと、連合軍の次の攻撃目標と予測されるパプアニューギニアの各拠点に陸軍部隊を送り、侵攻に備えることにした。
この作戦に投入された日本陸軍第51師団は、ガダルカナル島攻防戦投入を予定して、12月中旬に中国大陸からラバウルに到着（八号演習輸送）。ガ島攻防戦の戦局変化および終結にともない、ラバウルで足止めされていた部隊であった。
1943年（昭和18年）1月初頭に実施されたラエへの第51師団輸送作戦「十八号作戦」は、駆逐艦5隻と輸送船5隻の船団が1月5日にラバウルを出発、7日-8日に歩兵第102連隊からなる岡部支隊が現地に到着した。輸送船2隻を失ったが、作戦はおおむね成功した。
1月中旬から下旬にかけてウェワク方面に対し「丙一号輸送」が実施され、成功した。

### 八十一号作戦
十八号作戦の次に行われた輸送作戦を八十一号作戦という。
八十一号作戦は、日本陸軍第十八軍（司令官安達二十三陸軍中将）麾下の第二十師団、第四十一師団、第五十一師団をもって東部ニューギニア要所（ラエ、サラモア、マダン、ウェワク）を増強する作戦である。作戦を立案した第八方面軍参謀杉田一次陸軍大佐によれば「八は縁起がよいというので、八十一号作戦と名付けた」と回想している。第八方面軍参謀長吉原矩陸軍中将は「マダンに上陸するのでは、ダンピールを棄てることになるので、一か八かラエ強行上陸に決定した」と回想している。
八十一号作戦は三段階の作戦で構成されていた。陸軍第41師団をニューギニア中部北岸ウェワクへ輸送する「丙号輸送」（海軍側呼称は「丙三号作戦」）（2月下旬）。
陸軍第51師団をラエに輸送船団をもって輸送する『八十一号作戦ラエ輸送』（本項目）。
陸軍第20師団（師団長青木重誠陸軍中将）をニューギニア島北岸マダンへ輸送する作戦である。
ケ号作戦（ガダルカナル島撤収作戦）完了後の2月8日、連合艦隊は電令作第477号により「（一～三、略）四　南東方面部隊ハ「カ」号作戦ヲ続行スルト共ニ陸軍ニ協力 速カニ東部「ニューギニヤ」ノ戦略態勢ヲ強化スベシ」と命じた。翌9日、第八方面軍と南東方面艦隊はニューギニア方面作戦について研究を開始した。
2月13日、第八方面軍と南東方面部隊間に八十一号作戦に関する現地協定が結ばれる。「八十一号作戦」の呼称名は、この現地協定で決定したとされる。同時に、航空作戦に関しても現地協定がむすばれた。
2月20日、第八方面軍司令官今村均陸軍中将はトラック泊地の戦艦大和に連合艦隊司令長官山本五十六海軍大将を訪ね、南東方面における陸海軍作戦計画について協議した。第八方面軍の報告をうけた大本営陸軍部は、大本営海軍部に改めてニューギニア方面への作戦協力をもとめた。要求には「　「ラエ」「サラモア」地区ノ得失ハ「ニューギニヤ」作戦遂行ノ能否ヲ左右スヘク陸海軍有スル手段ヲ尽シテ之ヲ確保スヘキ情況判断ニ立脚シ、差当リ三月三日「ラエ」上陸ニ先チ(二月下旬)一部兵力資材ノ駆逐艦輸送ヲ敢行スル如ク、両統帥部ハ現地艦隊、軍ヲ指導ス」という項目も含まれていた。
2月21日、第八艦隊司令部に第八方面軍・第十八軍・船舶部隊・第八艦隊・南東方面艦隊各指揮官や参謀が集まり、作戦会議が開かれた。現地上級部隊（第八方面軍、南東方面部隊）の協定に基づき、実施部隊（日本陸軍〈第18軍司令官安達二十三陸軍中将、第51師団長中野英光陸軍中将、第6飛行団長板花義一陸軍中将〉、日本海軍〈第八艦隊司令長官三川軍一海軍中将、第二十一航空戦隊司令官市丸利之助海軍少将、第三水雷戦隊司令官木村昌福海軍少将〉）間で「八十一号作戦ラエ輸送」について現地協定が結ばれる。
22日、方面軍命令により第十八軍司令官は猛作命甲第157号を発令し、ラエ輸送を発令した。
24日、第五十一師団長は五一師作命甲第59号を発令し、ラエ上陸作戦について下達した。
八十一号作戦の最大の課題は、船団の航空護衛であった。当時の南東方面においては、ニューギニア方面の補給輸送の掩護は日本陸軍が、南東方面全域での洋上作戦とソロモン諸島方面航空作戦は日本海軍の分担であった（1月3日、中央陸海軍協定による）。
第八方面軍と協議した田辺盛武参謀次長は2月上旬の報告の中で「輸送掩護ノ為ノ航空兵力ハ極メテ貧弱ニシテ此ノ上トモ兵員、船団ノ損耗ヲ小ナラシムル為作戦ノ指導ニ関シ苦慮セラレアリ　殊ニ51D主力ノ直接「ラエ」上陸ハ海軍ノ最モ強力ナル支援ヲ得サル限リ損害ハ少クトモ 二分ノ一 ニ上ルモノト推算セラレアリ」と懸念している。日本陸軍の航空戦力では輸送船団の安全な航海は不可能であった。そこで作戦協定により、日本陸軍（司偵5、戦闘機60、軽爆45）と日本海軍（戦闘機60、陸攻20、艦攻8〈瑞鳳〉、艦爆10〈五八二海軍航空隊〉、水偵10〈九五八海軍航空隊〉）という航空戦力を投入する。だが「陸軍戦闘機60」は希望的数字であった。
九九式双発軽爆撃機を主力とする第六飛行師団（師団長板花義一陸軍中将）は、一〇〇式司令部偵察機による偵察を実施、つづいてワウとブナ方面の攻撃を行う。2月中旬時点での実動戦力は九九双軽16機であった。
日本海軍側は、一式陸上攻撃機が連合軍各飛行場に対して、航空撃滅戦を実施した。だが日本海軍が同方面の航空兵力を半分集結させても、戦闘機約60、艦爆10、陸攻20、水上機10程度だったという。ブナ（20日に7機、21日に3機）、ポートモレスビー（21日に4機）、ラビ（22日に7機、27日に2機）に対し、それぞれ夜間爆撃をおこなう。
また輸送船団8隻を護衛するには戦闘機約200が必要とされたが、同方面の日本陸軍戦闘機（一式戦闘機）は2月末時点で約50機しかなく、陸軍側は連合艦隊に零式艦上戦闘機の派遣を依頼する。トラック在泊の第一航空戦隊（瑞鶴、瑞鳳）よりカビエンに進出していた瑞鳳飛行機隊が、今度はウェワクに進出して作戦に協力することになった。連合艦隊は、第八十一号作戦に協力するのは瑞鳳飛行機隊だけで十分だと判断している。航空撃滅戦の効果は疑わしかったが、2月初旬のガダルカナル島撤退作戦から「航空撃滅戦の成果があがらない場合でも、輸送掩護に力を注げば、輸送作戦成功の見込みは十分ある」との戦訓が得られており、第八十一号作戦ラエ輸送は実施することになった。
現地では1月27日に岡部支隊がワウに侵攻していたが連合軍の増援部隊に撃退され、2月中旬までに撤退していた。丙三号輸送部隊（ウェワク輸送）に関しては、2月20日から26日にかけて第四十一師団（師団長阿部平輔陸軍中将）約1万3600名の陸兵と輸送物件の揚陸に成功した。
丙三号輸送作戦は第九戦隊司令官岸福治少将が指揮する軽巡洋艦2隻（大井、北上）、駆逐艦複数隻、輸送船11隻でおこなわれ、第一航空戦隊飛行機隊がウェワク飛行場に進出して上空援護をおこなった。
上陸部隊は、先にウェワクに上陸していた第二十師団や第二特別根拠地隊（海軍）と共に、飛行場の構築・拡張任務を開始した。また潜水艦によるラエ輸送も、2月10日から23日にかけて複数回実施された。潜水艦に搭載できる物資や人員数は限られており、最小限の輸送であった。
本作戦当時、南東方面の日本海軍を指揮していたのは南東方面艦隊（第十一航空艦隊）司令長官草鹿任一中将であった。南東方面艦隊（前年12月24日、新編）司令長官草鹿任一中将は、基地航空部隊（第十一航空艦隊基幹）と外南洋部隊（第八艦隊および連合艦隊他からの増援部隊）から成る南東方面部隊の指揮官であり、南東方面の日本海軍最高責任者であった。
当時の南東方面には外南洋部隊指揮官三川軍一中将（第八艦隊司令長官）の指揮の下、木村昌福第三水雷戦隊司令官（外南洋部隊増援部隊指揮官）の外南洋部隊増援部隊が展開していた。
第三水雷戦隊司令官木村昌福少将を護衛部隊指揮官とする駆逐艦8隻（第11駆逐隊〈白雪〉、第19駆逐隊〈浦波、敷波〉、第8駆逐隊〈朝潮、荒潮〉、第9駆逐隊〈朝雲〉、第16駆逐隊〈時津風、雪風〉）、輸送船8隻（陸軍輸送船大井川丸、太明丸、建武丸、帝洋丸、愛洋丸、神愛丸、旭盛丸、海軍運送艦野島）の船団が編成された。輸送人員は、猛作命甲第157号乗船区分表によれば5,916名、南東太平洋方面関係電報綴によれば6,912名、井本方面軍参謀業務日誌によれば約7,500であった。軍需品は約9,300立米、不沈ドラム缶1500本、大発動艇約40隻を搭載した。航空燃料は建武丸に搭載し、他の輸送船の安全を確保した。
同船団上空警戒は、海軍側は第二十一航空戦隊（司令官市丸利之助少将）が戦闘機隊全部を掌握して実施した。ニューブリテン島ラバウルとニューアイルランド島カビエンの第204空や第253空および空母瑞鳳航空隊の零戦合計60機以上、陸軍側は第6飛行団長板花義一陸軍中将指揮下の陸軍戦闘機60機以上が担当する。船団の直掩の戦闘機隊は、時間帯によって陸軍と海軍が交互に交代する予定であった。
作戦実施にあたり、木村昌福少将（三水戦司令官。2月14日発令）は本来の第三水雷戦隊旗艦（軽巡洋艦川内）から白雪型駆逐艦白雪（第11駆逐隊）に座乗した。各駆逐艦にも陸軍兵と補給物資搭載の指示がなされ、小発動艇や折畳み式舟艇も積み込んだ。作戦に参加した駆逐艦の対空装備はすべて機銃程度で、対空砲火の不備は作戦失敗後の戦訓でも失敗の一因と指摘されている。輸送船8隻の対空装備も駆逐艦と大同小異で、こちらも十分とはいえなかった。
日本軍の作戦では、2月28日（3月1日午前0時0分）にラバウルを出航し3月3日夕刻にラエに到着・揚陸予定であった。日本陸軍船舶部隊がラエに先行し、事前に揚陸準備をおこなう。同時に敵航空戦力を空爆により弱体化させる計画であり、夜間爆撃がラビ及びポートモレスビーに対して行われたが、前述のように航空戦力の過少と天候不良により不十分であった。
またラバウルに本拠地を置く日本軍基地航空隊（第十一航空艦隊、司令長官草鹿任一中将〔南東方面艦隊司令長官兼務〕）は、3月3日当日に重巡青葉と雷撃訓練を行うような状態だった。
大本営陸軍部はニューギニア方面作戦およびラエ・サラモア地区の得失を非常に重要視しており、「陸海軍あらゆる手段を尽して之を確保すべき」と決意していた。護衛部隊の第三水雷戦隊参謀であった半田仁貴知少佐は、八十一号作戦計画担当であった第八艦隊作戦参謀神重徳大佐（海軍兵学校48期）に「この作戦は敵航空戦力によって全滅されるであろうから、中止してはどうか」と申し入れたが、神大佐から「命令だから全滅覚悟でやってもらいたい」と回答されたという。その作戦を立案した第八方面軍や南東方面艦隊（第十一航空艦隊、第八艦隊）の当事者は、成功率は四分六分、あるいは五分五分程度とみていた。とくに第八艦隊（長官三川軍一中将、参謀長大西新蔵少将、参謀神重徳大佐）では「直衛機を信頼して無理な輸送作戦を計画するのは根本的に誤りである」と判断していた。軍令部は「輸送船の半分に損害はあるかもしれぬ」と判断している。八十一号作戦を立案した第八方面軍は、ラエ輸送の成功率は40パーセントから50パーセントとみていた。だがマダン揚陸ではラエまでの移動に時間がかかり、またラエ・サラモア地区の陸軍を早急に支援しなくてはならないため、冒険的作戦ながら実施することになった。
このように、本作戦はラエ輸送作戦を主張する日本陸軍と、マダンもしくはウェワク輸送を主張した日本海軍（連合艦隊）の、妥協の産物であった。出撃の前、陸海軍の指揮官や幕僚はラバウルで祝宴を開いて壮途を祝した。野島艦長の松本亀太郎大佐は第8駆逐隊司令の佐藤康夫大佐に「生還は望めない作戦なので骨だけは拾ってほしい」と頼むと、佐藤大佐は「自分の座乗する『朝潮』が護衛する限り大丈夫だ。『野島』の乗組員は必ず生きて連れて帰る」と返した。
- 駆逐艦白雪
- 駆逐艦雪風
- 駆逐艦朝潮
- 海軍運送艦野島

### 連合軍の準備
一方、連合軍も日本軍がラエ地区の防禦を固めると考えていた。日本軍輸送船団がラエとサラマウアに無事到着して日本軍が増強されると、辛うじて戦線を維持しているニューギニア方面の連合軍にとって重大な脅威となる。ニューブリテン島ラバウルに日本軍艦船が集結していること、輸送ルート上に飛行場建設がはじまったことを察知したダグラス・マッカーサー大将は、麾下の第5空軍（司令官ジョージ・ケニー中将）部隊に対応を命じる。
日本軍輸送船団撃滅をめざす連合国軍航空部隊は（ビスマルク海海戦、戦闘序列）、反跳爆撃（skip bombing）により日本軍輸送作戦の阻止を試みた。これは低空・至近距離で海面に爆弾を投下し、海面でジャンプさせ目標に命中させる戦法である。水平爆撃に比べ命中率が高い。反面、低空飛行により対空砲火を受ける確率も高くなるが、増設機銃により敵艦の対空能力を弱めることで被害減少を図った。第3爆撃団の第90爆撃飛行隊には、通常仕様のB-25爆撃機から尾部銃座と下部銃塔を除く代わりに前方機銃8丁を備えたB-25C1が配備された。また対空装備の乏しい駆逐艦を日本軍が船団護衛に使用するという情報も連合軍は入手していたとされる。
連合軍は日本軍の船団運航についても事前に把握していた。早くも2月19日に連合軍の情報機関は日本軍のラエ地区への新たな増援について警告し、2月28日には連合軍の情報担当者がラエへの増援部隊上陸日を3月5日、マダンへの増援部隊上陸日を3月12日頃と予報していた。連合軍は2月29日に日本軍のラエ輸送に対する警報を発した。つづいて3月5日ごろに日本軍がラエに上陸すると判断し、アメリカ陸軍航空隊とオーストラリア空軍はポートモレスビーやブナに航空機を集結して3月1日には攻撃準備を完了した。
また連合軍はパプアニューギニアのミルン湾にモートン・C・マンマ海軍中佐が率いる魚雷艇部隊を配備し、第50任務部隊第1群と呼称していた。この魚雷艇部隊も日本軍輸送船団撃滅に投入された。
- B-17重爆撃機。
- B-25中爆撃機。
- A-20攻撃機。
- ブリストル ボーファイター戦闘機。

## 戦闘

### 2月28日から3月2日まで
日本軍の輸送船8隻（陸軍第十八軍司令官安達二十三陸軍中将を含む約7000名）と護衛の駆逐艦8隻（船団部隊指揮官木村昌福第三水雷戦隊司令官）からなる輸送船団は、2月28日午後11時00～30分にニューブリテン島ラバウルを出航して港外に集結した。
第十八軍戦闘司令所は、駆逐艦時津風に乗艦した。第五十一師団長は、最初は駆逐艦荒潮に乗艦予定だったが、実際には駆逐艦雪風に乗艦している。出航時は悪天候で、船団の速力は9ノット程度だった。護衛艦（雪風）では、輸送船団の速力に冗談が出るほどだった。
出航後、各輸送船では食糧庫の中のものを全て厨房へ卸したため、乗船部隊には毎日のように御馳走が振る舞われたという。一方で連合軍が投下した宣伝ビラ等により出撃前から不安が広がっており、発狂者が続出した。
日本陸軍が防空を担当していた3月1日午後2時15分、連合軍のB-24爆撃機がビスマルク海で船団を発見、接触を続けた。陸軍戦闘機は触接機を撃墜できなかった。ポートモレスビーにはB-17重爆撃機約55、B-24重爆60、B-25中爆約50、B-26中爆約40、A-20軽爆約30、戦闘機計330機が配備されており、ここから戦闘機154機、軽爆34機、中爆41機、重爆39機、計268機が出撃準備を整えた。3月1日の段階では、日本軍輸送船団の位置は攻撃圏外にあると判断された。索敵攻撃に出発したB-17重爆8機は、天候不良のため接敵できなかった。午後7時から8時にかけて連合軍機が吊光弾を投下したが、船団に対する夜間攻撃はなかった。
3月2日の日本軍輸送船団上空警戒は、11時45分までは海軍機、それ以降は陸軍機を予定していた。同日朝、日本軍船団はニューブリテン島西端グロスター岬北東海面を航行していた。午前8時以降、B-17爆撃機十数機と護衛戦闘機が襲来、B-17隊（第64爆撃飛行隊）は高度2000mで水平爆撃をおこなった。輸送船1隻（旭盛丸）が午前8時16時に直撃弾2発を受け、大火災となって午前9時26分に沈没した。愛洋丸と建武丸が至近弾で若干の被害を受けた。
駆逐艦朝雲（第9駆逐隊）と駆逐艦雪風（第16駆逐隊、第五十一師団長乗艦）が旭盛丸兵員1,500名中約900名を救助する。駆逐艦2隻は第9駆逐隊司令小西要人大佐（朝雲座乗）指揮下で船団から先行し、ラエへ向かった。B-17は1機が撃墜され、14機が損傷した。零戦の損害は1機だった。
この事態を受けて、第八艦隊司令長官三川軍一中将（外南洋部隊指揮官）は待機していた駆逐艦初雪（第11駆逐隊）に出撃と救援を命じた。第八艦隊司令部（三川長官、大西参謀長、神重徳参謀など）では作戦実施前の憂慮が現実となったことで、悲観的な空気が広がった。
午後2時20分以降、B-17爆撃機6機による攻撃があり、直衛戦闘機が応戦した。爆撃や機銃掃射により各船で若干の死傷者が出た。午後4時25分以降、B-17爆撃機8機による攻撃があった。運送艦1隻（野島）が至近弾で損傷して死傷者が出たが、戦闘航海に支障はなかった。海軍航空部隊はのべ42機が出動し、敵機体4機撃墜を報じた。
連合国軍は最初の出撃部隊8機が輸送船2隻撃沈、後続の20機が輸送船3隻炎上、夜中に1機が命中弾2発を報告している。いずれにせよ2日午後～夜間における日本軍輸送船団の損害は軽微であった。朝雲と雪風は日没後ラエに到着し、中野師団長と兵員の揚陸に成功した。一方の日本軍輸送船団は予定より2時間はやく進んでいたため、時間調整と偽装のため一旦針路を西方にとり、日没後にビディアス海峡（ロング島とウンボイ島の間）を通過する。だがオーストラリア軍のPBYカタリナ飛行艇は夜間も触接を続け、日本軍輸送船団の行動を逐次報告していた。

### 3月3日：輸送船団全滅
3月3日は快晴で、船団前方に雲がかかっていた。同日船団防空の取り決めは、日の出から午前11時半までは日本海軍の受け持ちだったため、零式艦上戦闘機15機前後が1時間交代で哨戒を行う予定だった。空襲時、警戒交代が重複したため、計41機（第一直14機、第二直12機、戦闘末期に第三直15機）の零式艦上戦闘機が警戒にあたっていたという。一方、ラエに先行していた朝雲と雪風も船団本隊に戻ってきた。
日本艦隊は、輸送船7隻が右3隻-左4隻の並行縦陣を形成し、その輸送船集団の左右を駆逐艦3隻が守るという陣形を形成していた。まず最右列に先頭より浦波→朝潮→朝雲の順番で駆逐艦3隻が配置され、中央右列に先頭から駆逐艦白雪（三水戦司令官旗艦）と輸送船3隻（帝洋丸、愛洋丸、神愛丸）、中央左列に駆逐艦敷波と輸送船4隻（大井川丸、太明丸、野島、建武丸）、最左列に時津風→荒潮→雪風の順番で駆逐艦が護衛していた。
午前7時30分以降、ニューギニアのクレチン岬南東約14海里（約25km）、サラモアから東方約60海里（約110km）地点を航行する日本軍輸送船団に対し、P-38ライトニング双発戦闘機とカーチスP-40戦闘機に護衛された連合国軍機大部隊が突入する。連合国軍機の機数については資料によって差異があるため、ここではおおまかな機数のみ記述する。
まずブリストル・ボーフォート約10機が攻撃を試みたが、零戦に阻止された。
次いで連合軍の大編隊が襲来。ブリストル・ボーファイター13機が低空で進入し機銃掃射、B-17爆撃機13機が高高度から爆撃、これを連合国軍戦闘機約50が掩護する。零戦隊はB-17隊を最大の脅威とみて迎撃のため高度を上げ、低空への対処が出来なくなる。この時、瑞鳳の零戦操縦士牧正直飛長がB-17爆撃機に体当たりし、B-17は墜落した。零戦隊はB-17から脱出した生存者数名に対して機銃掃射を行った。
続いて、高度をあげたB-25爆撃機13機が中高度で水平爆撃、B-25爆撃機12機が低空で反跳爆撃をおこなった。その後もA-20攻撃機やB-25爆撃機の反跳爆撃が続いた。結局、被害の大部分は低空から侵入した爆撃機の反跳爆撃によるものだった。
約20分間の空襲により、輸送船7隻と駆逐艦3隻（白雪、荒潮、時津風）が被弾して戦闘不能となる。さらに直撃弾で艦橋を破壊され舵故障に陥った荒潮は、野島と衝突した 。建武丸（三光汽船:953総トン）、愛洋丸（東洋汽船:2,746総トン）および駆逐艦白雪（第三水雷戦隊旗艦）が沈没した。木村司令官は機銃掃射により重傷を負い、敷波に移乗して旗艦を変更した。
零戦隊は撃墜24（不確実8）を報告し、4機を失った。
連合軍機は日本軍機20の撃墜を報告し、B-17重爆1機とP-38ライトニング3機を喪失した。
第十八軍戦闘司令所は時津風に乗艦していたが、同艦の被弾航行不能により雪風に移乗した。第十八軍司令官安達中将はフィンシュハーフェンかマダンへの上陸を希望したが、海軍側は残存燃料や生存者救助の観点から同意しなかった。ラバウルでは、第八方面軍（今村中将）が南東方面艦隊（草鹿中将）に対し、残存駆逐艦によるフィンシュもしくはマダン上陸をおこなうよう交渉したが、実現しなかった。
連合軍機は午前8時30分までに戦場から去った。ダンピール海峡の潮流は流速1.5ノットもあり、沈没船から海上に脱出した生存者は流されはじめた。残存駆逐艦5隻は沈没艦の生存者救助活動を開始する。しかし10時35分頃に敵機再来襲（敵機24機発進、発信者不詳）との報が入り、木村司令官（敷波座乗）は「救助作業中止、全艦北方に避退せよ」との命令を下す。
ところが第8駆逐隊司令佐藤康夫大佐（駆逐艦朝潮座乗）は『我野島艦長トノ約束アリ　野島救援ノ後避退ス』と発信した。駆逐艦4隻（敷波、浦波、朝雲、雪風）は北上して戦場を離脱、朝潮は単艦で野島の救援に向かった。野島に近づいたところ、近くに航行不能となった姉妹艦荒潮（第8駆逐隊）が漂流しており、朝潮は荒潮の陸軍兵士と負傷者を収容して避退に移った。
午前11時20分頃、陸軍航空部隊（第十二飛行団14機）がダンピール海峡上空に到達した。午後には零戦8機が海峡上空に進出した。午後1時15分頃より、連合軍機約40機が来襲した。B-17爆撃機16機、A-20攻撃機12機、B-25爆撃機10機、ブリストル・ボーファイター5機、P-38戦闘機11機の攻撃により、神愛丸（岸本汽船:3,793総トン）、太明丸（日本郵船:2,883総トン）、帝洋丸（帝国船舶:6,863総トン、元独船Saarland）、野島が被弾沈没した。被弾し航行不能となっていた大井川丸（東洋海運:6,494総トン）はその夜、アメリカ軍魚雷艇の攻撃で沈没した。アメリカ側の記録では、バリー・K・アトキンズ少佐が率いる第8魚雷艇隊が大井川丸を撃沈し、駆逐艦1隻を損傷させたという。
健在だった駆逐艦朝潮は付近を行動していた日本軍艦船の中で唯一行動可能だったため集中攻撃を受けて航行不能となり、総員退去に追い込まれた。朝潮乗艦者のうち一部（野島特務艦長松本亀太郎大佐を含む）は大発動艇やカッターボートに乗り、3日間の漂流の後に日本軍に救助されたが、第8駆逐隊司令佐藤康夫大佐以下朝潮艦長吉井五郎中佐、荒潮艦長久保木英雄中佐ら299名は戦死した。
同日午後、陸軍飛行機隊からの通報で船団の遭難を知った第五十一師団長（雪風により、既にラエに上陸）は、揚陸に備えて現地で待機していた船舶工兵部隊より大発動艇7隻を遭難者救助のために派遣した。北方に退避した駆逐艦4隻（敷波、浦波、朝雲、雪風）は、救援のため到着した駆逐艦初雪（第11駆逐隊）と合同する。安達中将（第十八軍司令官）は初雪に移乗した。浦波と初雪（陸軍兵両隻合計約2,700名乗艦）はラバウルに向かった。

### 3月3日夜以降
3日の日没後、3隻（敷波、朝雲、雪風）は遭難現場へ戻り生存者を捜索した。
駆逐艦荒潮は、雪風に乗員を収容後、放棄された。翌4日、B-17の爆撃によって500ポンド爆弾が第一煙突に命中、沈没した。乗員を雪風に移乗させたのち放棄されて漂流する時津風は3月4日になり日本軍航空隊により爆撃されるも失敗、日本側は処分のため潜水艦を派遣する事態になる。だが同日午後、アメリカ軍機の攻撃で時津風は沈没した。
空母瑞鳳から派遣されていた戦闘機隊は18機（文献によっては15機）が戦闘に参加し（当初15機、増援3機）、2名が戦死した。日本側全体では戦闘機5機が自爆乃至未帰還となっている。日本陸軍航空隊は救助作業をおこなう大発動艇の掩護をおこない、海軍航空隊は帰還駆逐艦の掩護をおこなった。
3月4日午前10時、安達中将と遭難将兵を乗せた浦波と初雪はラバウルに入港した。3隻（敷波、朝雲、雪風）はカビエンで軽巡洋艦川内から燃料を補給したのち、3月5日午前11時ラバウルに入港した。入れ違いで第2駆逐隊司令橘正雄大佐指揮下の駆逐艦村雨と峯雲がラバウルからコロンバンガラ島へ出撃して行った。
なお3月3日の輸送船団全滅から数日にわたり、連合軍の航空機や魚雷艇は、漂流する日本軍将兵を虐殺したとされる。
船団が大被害を受けた直後から、連合軍側航空機による日本側救命艇や漂流者への機銃掃射や爆弾投下がおこなわれた。つづいて連合軍の魚雷艇部隊も、遭難者を攻撃する。4日時点で、時津風漂流地点周辺には人員約1,000名、短艇20から30隻が漂流していた。しかし日本軍潜水艦（伊17）を追い払ったアメリカ軍魚雷艇複数隻が、救助作業中の日本軍小型艇を撃沈したのち、機銃掃射を加えた。
アメリカ軍は帝洋丸の救命ボートより日本陸軍将校実役定年名簿（昭和17年10月15日調制）を押収、その名簿には東条英機陸軍大将から中隊長級に至る日本陸軍将校約4万人の氏名と配備部隊と職種が書かれていたという。
一方、日本陸軍はラエに待機していた船舶部隊より大発動艇部隊を派遣したが、3月3日の救助はアメリカ軍機の妨害で失敗、3月4日以降は救助を実施した。同日、日本海軍は、漂流する時津風の雷撃処分（前述）および生存者救助のため潜水艦を派遣する。
伊17は3月4日深夜現場着。派遣された呂101と呂103のうち、呂101は野島艦長以下44名（合計45名）を収容して3月9日ラバウルに帰投した。
呂103は座礁事故を起こして引き返し、3月17日に帰投した。伊17や伊26は同日も救助活動を実施した。伊26は3月8日にグッドイナフ島西方の小島で54名、3月9日に40名を収容、またそれ以降も沈没船乗組員や陸軍兵少数が陸岸に漂着している。たとえば大井川丸が沈没した際、乗船中の歩兵第115聯隊は軍旗・陸兵・大井川丸船員合計31名が救助艇で脱出、機銃掃射や衰弱により15名が戦死したのち4月2日になってニューブリテン島マーカス岬西方10km沖合のブツマテレ島に上陸した。しかし、陸上に漂着した者の大部分は、現地住民や、守備隊に殺害されたと思われる。
雪風航海士（当時）の証言では、ラバウルに帰還した駆逐艦4隻（敷波、浦波、雪風、朝雲）の内、朝雲艦長岩橋透中佐は第八艦隊司令部に乗り込んで「こんな無謀な作戦をたてるということは、ひいては日本民族を滅亡させるようなものだ。よく考えてからやっていただきたい」と怒鳴ったという。

## 結果

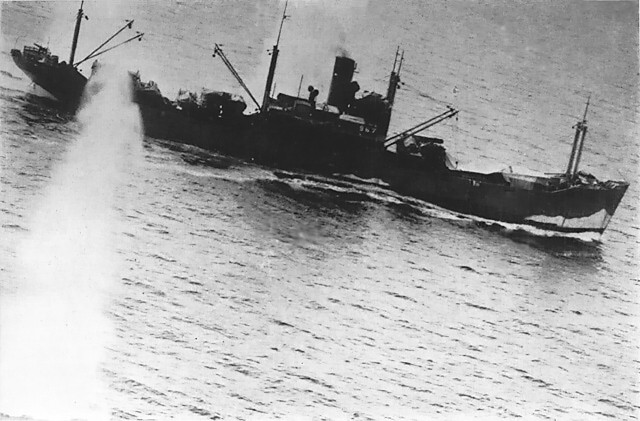
攻撃を受ける太明丸。船体に迷彩塗装が施されている。

ダグラス・マッカーサー陸軍大将は「史上屈指の完璧で圧倒的勝利に終わった戦い」との声明をラジオ放送を通じて発表した。マッカーサー自身はビスマルク海海戦について以下の報告をおこなったと回顧している。
マッカーサーによれば、フランクリン・ルーズベルト大統領、オーストラリア首相ジョン・カーティン、イギリス首相ウィンストン・チャーチル、イギリス空軍高官など各方面から祝電が届いたという。連合軍（マッカーサー司令部）の戦果記録は、日本軍輸送船および駆逐艦22隻撃沈、人員1万5000人、航空機150機撃墜というものだったが、これは当時の連合軍自身も過剰計算だと認めている。実際の被害は以下のとおり。
日本の損失
- 陸軍輸送船7隻沈没
- 海軍輸送船1隻沈没
- 駆逐艦4隻（白雪、朝潮、荒潮、時津風）沈没
- 戦闘機4（未帰還機含む）
- 陸軍第十八軍司令部、第51師団主力約7,000名中生存者3,625名[263]。3月4日時点の報告（第八方面軍、剛方参一電第564号と566号）によると全乗員（艦）人員6,912名、生存者約3,900名（ラエ上陸約875名、ラバウル帰投2,700名）、戦死約3,000名以上[30][264]。

第十八軍の報告（剛方参二電第295号）によれば、15cm榴弾砲4門、10cmカノン砲3門、高射砲11門、山砲6門、連隊砲2門、大隊砲6門、対戦車砲4門、自動貨車34両、輜重車94輌、弾薬500トン、糧秣ほか8,800立米、航空ガソリン入りドラム缶2,000本、通信機材、無線修理車、船舶装備（高射砲17門、野砲3門、機関砲5門、大発動艇40隻）を喪失した。海軍も乗員、第23防空隊の多くを失った。
この輸送作戦失敗はダンピールの悲劇と呼ばれ、その後のニューギニア方面作戦に大きな影響を与えた。しかし、大本営陸海軍部の南東方面重視（陸軍はニューギニア、海軍はソロモン諸島）の姿勢に変化はなかった。また輸送船11隻を失った第三次ソロモン海戦に比べてビスマルク海戦における損害は少なかったが、連合軍の陸軍航空隊が重大な脅威となったことは日本海軍に大きな衝撃を与えた。
本作戦を指揮した草鹿任一海軍中将（南東方面艦隊司令長官、第十一航空艦隊司令長官兼務）は、敗北の責任を問われなかった。
白雪沈没時に負傷した木村昌福少将に代わり、後任の三水戦司令官には江戸兵太郎少将（海兵40期）が任命された。

## 敗因の検討
輸送船団の全滅はただちに昭和天皇に上奏された。天皇は「今後以下如何にするや」と御下問した。翌4日、杉山元参謀総長が上奏した際には「この度のことは将来のため良い教訓であろう。航空兵力を増強し地上兵力も安全なところに上陸し道路をつくり、歩一歩地歩を占め、今後ラエ、サラモアがガ島同様にならぬようにやれ。今後の兵力運用の腹案如何？」と述べた。永野修身軍令部総長に対して天皇は「失敗ノ原因ヲヨク研究シテ禍ヲ転ジテ福トスル様ニト」と伝えたという。

### 海軍
本作戦を指揮した南東方面艦隊（第十一航空艦隊司令長官草鹿任一中将兼務）は、作戦失敗について「ポートモレスビー方面の連合軍基地に対する航空撃滅戦不徹底」を挙げている。南東方面艦隊参謀長中原義正少将も、事前航空撃滅戦の不徹底、到着時刻の検討不足による航路設定の不備、対空戦闘能力の不足等を敗戦の教訓としている。
経験したことのない連合軍による多数機での銃撃、低空爆撃（反跳爆撃。被弾時、木村司令官は魚雷攻撃を受けたと判断）、中高度爆撃があり、南東方面艦隊参謀兼第十一航空艦隊参謀の三和義勇大佐（海軍兵学校48期）は、3月4日の日誌に「余は敵のこの種の攻撃を予想せざりき、余の失敗なり、予想したりとせば、八十一号作戦は成り立たず」と残している。
奥宮正武（当時海軍少佐、第二航空戦隊参謀）は作戦失敗の主因を『日本軍航空兵力の不足（一、日本陸軍の航空機が洋上作戦に不向きで、作戦可能機が著しく少なかった。二、海軍航空部隊がソロモン群島方面作戦とニューギニア方面作戦に従事して充分な数を集められなかった）』と指摘している。

### 陸軍
作戦失敗後の3月7日、第八方面軍は研究会を開いて本作戦を反省し「現況において如何なる方策を講ずるもあのような結果を得るの外なかった」と総括した。第八方面軍の戦訓は以下のとおり。
一　航空作戦について
(1)事前の航空撃滅戦が重要だったが兵力が足らず思い切って出来なかったうえ、海軍側も熱意がなかった。
(2)敵の動静が的確につかめれば良かったが、現況では期待できない。
(3)陸軍航空隊が船団直衛を担当していたら作戦は成功したか？　陸軍機でも「大同小異」であっただろう。
(4)敵情判断を重視して敵の行動を予期していたら他に方策があったか？　これも別に名案はなく、真に敵の企図明瞭ならば本作戦は中止したであろう。
二　優速船（15ノット）で本作戦を実施したら成功の算があったか？
航海中の損害は減らせても、泊地で揚陸中に大規模空襲を受ければ揚陸可能かどうか不明。要するに旧形式の上陸作戦は実施不可能である。航空作戦に関する兵力や施設を増強しなければ、現況打開の方策はない。
第十八軍司令官安達二十三中将の所感は以下の通り。
高松宮宣仁親王（軍令部大佐、昭和天皇弟宮）は以下のように敗戦を分析している。
- 「ラエ」輸送船団失敗ノ原因ヲ思ツク儘ニ挙ゲレバ
  - 一、戦闘機集中不十分。
  - 二、事前、敵飛行場攻撃ヲセザリシコト
  - 三、事前、敵情（偵察、通信判断）ニ対シ輸送計画変更シ得ザリシカ。
  - 四、基地航空部隊陸攻ハ当日「青葉」ニ対シ雷撃教練ヲナシタル模様ナリ。又「ツラギ」夜間攻撃ヲナシタリ。之等ハ他日トナシ得ベシ。
  - 五、基地航空部隊ノ直衛戦闘機兵力区分ハ予メ十二分ノ出シ得ル兵力ヲ部署スルヲ必要トス。前日ニナリ段々ニ兵力ヲ増加セリ。
  - 六、輸送船ノ半数ハ損害アルモ、斯ク〔ノ〕如キ全滅ニ加フルニ駆逐艦ノ半数ヲ被害ヲ被ラシムルトハ考ヘナカツタ（中略）互ニ上級司令部ノ悪口ヲ云フ傾向ハ止メネバナラヌ。

ラバウルを訪問していた南方軍参謀吉川正治少佐によれば、第八方面軍の航空幕僚は「海軍機の直衛の場合は、船団掩護の見地から心配である」と心配していたという。
船団の直掩の戦闘機隊が時間帯によって陸軍と海軍が交互に交代する措置について、陸軍参謀本部作戦課長の真田穣一郎大佐は「陸海軍航空の担任が、午前と午後というような部署では、1+1の戦力発揮はできない。統一使用に関しさらに努力せねばならぬ」と述べた。真田日記では「3Fノ航空艦隊ノモノヲ集中スレバ海軍ノ飛行機一〇〇機ヲ集中出来ル、ヨシソレヲヤレト申シタノニヤッテ居ナイ。七〇機ハ集中シタ様ダ、「トラック」ニ居ル瑞鶴ノFMガ加入シテ居ナイ。」等、日本海軍への不満も見られる。真田大佐は作戦失敗原因を以下のように分析している。
(1)敵の基地航空の洋上における組織的攻撃の成功
(2)敵の索敵哨戒の優位
(3)わが海軍航空の劣勢
もともとこの輸送作戦は航空の劣勢から無理があり、天皇の意向を受けた大本営陸海軍部のニューギニア方面作戦重視という観点から、成功可能性よりも必要性を優先させたものであった。
また作戦失敗の直接原因として直掩の戦闘機隊が中高度に配置されていたため、低空から進入する連合軍機に対処できなかったことも指摘される。遭難時を考慮して、もっと接岸航路をとるべきだったという意見もあった。

## その後
井本熊男第八方面軍参謀は、当時の南東方面戦局と大本営の認識について以下のように判断している。
在パラオの第二十師団をマダンに輸送する作戦は、揚陸地点をマダン北西150kmのハンサ湾に変更した。第10駆逐隊司令吉村真武大佐の指揮により駆逐艦5隻と輸送船6隻は3月6日にパラオを出発、3月12日未明にハンサ湾に到着して揚陸に成功した。3月下旬にも駆逐艦4隻で鼠輸送を実施した。
また東部ニューギニア方面の連合国軍陸海軍航空部隊および艦船部隊に打撃を加えるべく、連合艦隊（司令長官山本五十六大将、参謀長宇垣纏中将）の主導によりい号作戦が実施されることになった。軍令部作戦課長山本親雄によれば「い号作戦について軍令部から指示した記憶はない。八十一号作戦ラエ輸送の全滅は「い」号作戦決行の一つの動機になったと思う」という。連合艦隊首席参謀黒島亀人や戦務参謀渡辺安次は、母艦航空兵力の南東方面陸上基地配備はかねてから構想していたが、第八十一号作戦失敗により作戦準備を促進したと回想している。
一方、日本陸軍は1月の時点でラエまでの海路での輸送に限界を感じていた。そこでフォン半島の反対側のマダンから、フィニステル山脈を内陸部へ迂回してジャングルを突っ切ってラエに至る全長300～400キロの自動車道路の建設を計画、2月から4月にかけて建設を開始した。3月6日の大本営陸海軍作戦会議において、あらためてマダン～ラエ道路の構築を急ぎ、8月末の完成を目指すことで一致した。だが本作戦の結果が示すように敵制空権下での船団輸送は不可能であり、海上トラックや沿岸伝いの舟艇機動（蟻輸送）、あるいは潜水艦輸送でかろうじて補給を継続していた。この輸送方式では、機材や資材はもちろん、糧秣の補給も充分にできなかった。道路建設や飛行場建設は原始的手法（つるはしやもっこによる人力作業）に頼らざるを得ず、9月になっても完成しなかった。
日本軍は、連合軍制空権下における船団方式輸送を諦めざるを得なかった。大本営海軍部は、とりあえず大発動艇の輸送に頼ること、速力20ノット程度の高速輸送艇（第一号型輸送艦）を急速開発する事などを検討した。ニューギニア方面への駆逐艦輸送が困難になると、もはや潜水艦による輸送しか手段がなくなった。ニューギニア方面潜水艦輸送は1944年（昭和19年）1月まで細々と続けられた。ニューギニア方面やソロモン諸島への海上補給・輸送問題に悩む大本営陸軍部（参謀本部）は、陸軍独自の輸送用艦艇開発に乗り出し、三式潜航輸送艇（まるゆ）、SS艇、各種舟艇の開発・生産・整備に尽力することになった。

## 題材にした作品
マンガ
- 水木しげる『ダンピール海峡』